# Homaspis cristata
Homaspis cristata là một loài tò vò trong họ Ichneumonidae.